# Paratriaenops furculus
Paratriaenops furculus é uma espécie de morcego da família Hipposideridae. Pode ser encontrada em Madagascar. Foi recentemente transferida para o gênero Paratriaenops. A população das Seychelles, previamente assinalada a esta espécie, foi elevada a espécie distinta, Paratriaenops pauliani.